# Santa Clara del Cobre
Santa Clara del Cobre es una localidad y cabecera del municipio de Salvador Escalante, del estado de Michoacán, México, famosa por sus refinadas artesanías fabricadas a partir de ese metal, las cuales han obtenido varios reconocimientos a nivel local, nacional e internacional, como el Premio Nacional de Ciencias y Artes de 1984 en la categoría de Tradiciones y Artes Populares, así como la denominación como Pueblo Mágico de México en 2010.

## Toponimia
Contra la creencia popular, el pueblo no fue erigido por Vasco de Quiroga, sino por el fraile y misionero agustino Francisco de Villafuerte, quien gestionó la cédula de creación con el nombre «Santa Clara de los Cobres» en 1553. Tres años antes había fundado el Convento de Santa María Magdalena en la cercana localidad de Cuitzeo. En 1858 la población fue rebautizada como «Santa Clara de Portugal», pero esta denominación no se popularizó. El 27 de enero de 1981 la localidad recuperó el nombre de «Santa Clara del Cobre» (en singular) —por la fama debida a que gran parte de las familias de la localidad se dedican a trabajar ese metal—, pero el municipio conservó la denominación de Salvador Escalante.

## La técnica del martillado

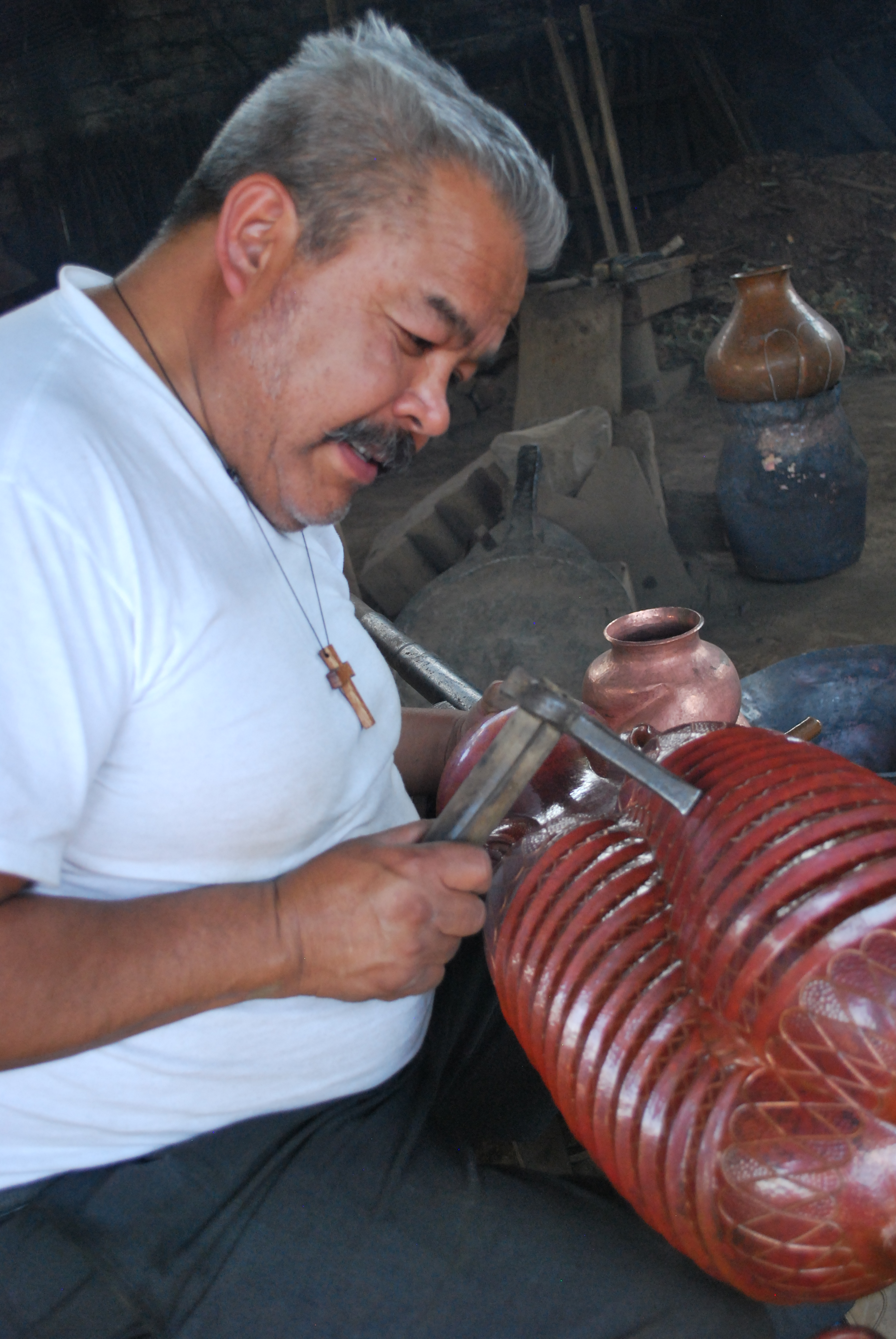
Maestro Abdón Punzo en su taller

La orfebrería a partir del martillado de cobre ya la realizaban los purépechas en esta región desde la época prehispánica. La técnica consiste en que varias personas sincronizadas moldean a golpe de martillo el metal al rojo vivo sobre un yunque, para formar recipientes, adornos o esculturas, de tipo artesanal y artísticos, así como objetos prácticos para el hogar y comercio. Las familias de artesanos han heredado las técnicas de trabajo de padres a hijos.
En el pueblo y sus alrededores se localizan gran cantidad de talleres.
El 12 y 15 de agosto de cada año, días festivos en el pueblo, se llevan a cabo demostraciones en la plaza central del municipio.

## Fiestas y eventos
En el mes de agosto se celebran las fiestas patronales del pueblo y además se realiza la Feria Nacional del Cobre, evento en el que los artesanos realizan y exhiben sus obras al público y reciben premios por su talento a través del Concurso de Cobre Martillado. Los eventos comienzan el día 2 de agosto, cuando los orfebres y demás pobladores realizan la peregrinación hasta la iglesia de la patrona de origen italiano, Santa Clara de Asís, cuya veneración se realiza los días 11 y 12 de agosto. Esto va acompañado por fiestas, ferias, danzas tradicionales, desfiles y pirotecnia. El 15 de agosto le toca el turno a Nuestra Señora del Sagrario, junto con la Asunción de la Virgen María.

## En la cultura popular
Santa Clara del Cobre quedó inmortalizada por ser la ciudad de nacimiento del personaje principal de la novela de José Rubén Romero La vida inútil de Pito Pérez, Jesús «Pito Pérez» Gaona. También es ahí donde el narrador, «el Poeta», conoce a Pito, y éste le cuenta sus aventuras, las cuales son la trama de dicha novela. 

## Personajes destacados
- Salvador Escalante. Dirigió el primer levantamiento en armas por el pronunciamiento de Francisco I. Madero el 10 de mayo de 1911. Al ser subprefecto de la región de Santa Clara, muchos habitantes lo secundaron. Murió en combate, por lo que en su memoria en 1932 el pueblo fue nombrado Villa Escalante.

## Hermanamientos
- Madrigal de las Altas Torres, España (2016).[7]